# Хойкевальде
Хойкевальде (нем. Heukewalde) — община в Германии, в земле Тюрингия.
Входит в состав района Альтенбург. Подчиняется управлению Оберес Шпроттенталь. Население составляет 222 человека (на 31 декабря 2010 года). Занимает площадь 5,89 км².

## Население
| Год  | Численность | Численность |
| ---- | ----------- | ----------- |
| 2017 | 182         | [ 1 ]       |
| 2019 | 183         | [ 4 ]       |
| 2021 | 182         | [ 5 ]       |
| 2022 | 196         | [ 6 ]       |
| 2023 | 184         | [ 2 ]       |